# Depresija na delovnem mestu
Depresija je dandanes ena najpogostejših psihičnih motenj, ki se pojavljajo na delovnem mestu. Prizadene lahko  moške in ženske katerekoli starosti in izobrazbe v katerikoli službi. Najpogosteje ljudje obolevajo med 24 in 44 letom, torej v obdobju, ko so zaposleni. Prevalenca depresije je zelo visoka in je glede na ostale psihične bolezni (poleg anksioznosti) najpogostejši razlog za izostanek iz službe. Z njo se spopadajo ljudje po celem svetu, še posebej v industrializiranih državah. Svetovna zdravstvena organizacija (WHO) napoveduje, da bo depresija kmalu drugi najpogostejši vzrok za nezmožnost dela, takoj za srčnimi boleznimi.
Po nekaterih ocenah naj bi se število obolelih povišalo na 22% vseh zaposlenih, posledično se je povečala tudi raba antidepresivov. Pomemben poudarek je na preventivnem delovanju (tudi z ekonomskega vidika), saj izostanki iz službe zaradi psihičnih problemov, najpogosteje zaradi depresije,  pomenijo izgubo denarja.

## Simptomi
Depresije ne smemo zamenjevati z žalostnim razpoloženjem, ki ga občasno občuti vsak. Za depresijo kot motnjo so značilne spremembe psihičnih in telesnih funkcij (ter posledično težave v socialnih stikih in na delovnem mestu). Glavni sestavini klinične slike sta depresivno razpoloženje (lahko tudi razdražljivost) in pomanjkanje interesa pri skoraj vseh aktivnostih, značilen pa je tudi upad pozornosti, koncentracije, utrujenost, upad samopodobe, občutek krivde in neodzivnost razpoloženja na zunanje okoliščine. Vegetativni znaki so sprememba telesne teže, motnje apetita (večinoma zmanjšanje) in različne motnje spanja.

## Simptomi depresije na delovnem mestu
Na delovnem mestu so simptomi pogosto :
utrujenost, izčrpanost, pomanjkanje energije, znižano razpoloženje ali apatija, težave pri koncentraciji, subjektivni občutek napora (tudi pri manj zahtevnih nalogah), težave pri odločanju, več napak pri delu, občutljivost, razdražljivost, zmanjšana delovna učinkovitost in produktivnost, absentizem in težave v odnosih s sodelavci ali nadrejenimi.
Pri ljudeh, ki trpijo za motnjo, je višja verjetnost zlorabe alkohola in drog, kar povzroči dodatne težave v službi in v zasebnem življenju. Dodatne zaplete lahko povzročijo kronične fiziološke bolezni, ki v komorbidnosti z depresijo povzročijo še večjo disfunkcionalnost na delovnem mestu.

## Stigmatizacija na delovnem mestu
Zaposleni, ki imajo psihično motnjo, so na delovnem mestu pogosto stigmatizirani. Med sodelavci je poleg mitov prisotno nepoznavanje, nerazumevanje  ali ignoriranje motnje, kar bolniku še otežuje delo z drugimi. Motnja tudi vpliva na sodelavce zaradi razpoloženja bolnika, ki se lahko prenese na druge in zaradi porušenih socialnih odnosov. Na podlagi postavljene diagnoze imajo pravico do prilagoditev, ki pripomorejo k delovni učinkovitosti.
Zadnje čase se o psihičnih motnjah v delovnih organizacijah veliko več govori. Ljudi se spodbuja, da na delovnem mestu odprto govorijo o svojih problemih, deležni so tudi več razumevanja s strani sodelavcev. Še vedno pa je preveč ljudi, ki trpijo za depresijo v tišini, saj se bojijo, da jih bodo sodelavci ali nadrejeni zaznavali kot šibke, nezanesljive, ranljive ali težavne. Pogosto tudi sami ne gledajo na depresijo kot na bolezen, ki jo je treba zdraviti.

## Vzroki, ki izhajajo iz delovnega okolja
Razumevanje in spoprijemanje organizacije z depresijo zaposlenega ni preprosto, saj so vzroki vedno prepleteni – lahko so biološki, psihološki in/ali socialni. Depresija se lahko pojavi povsem spontano ali pa jo sprožijo stresni življenjski dogodki oz. izkušnje. Eden od vzrokov so lahko tudi težave na delovnem mestu. Stres v službi je lahko včasih tudi spodbuden, saj zaposlene aktivira za opravljanje delovnih nalog. Dolgotrajna izpostavljenost stresu (kronični stres) in prevelike zahteve v službi pa so lahko sprožilni dejavnik depresije.  Pomemben dejavnik je tudi razvoj tehnologije, saj smo preko interneta ali telefona konstantno povezani s svojo službo, poleg tega pa moramo usklajevati zasebno življenje in delo. Spreminja se tudi narava socialnih stikov – imamo manj fizičnega kontakta z drugimi, kar lahko povzroči občutek osamljenosti ali izoliranosti.

## Depresija in izgorelost
Stres lahko vodi do izgorelosti (angl. burnout), ki v kombinaciji z dvomi o lastni uspešnosti in kompetentnosti na delovnem mestu pogosto sproži depresivno razpoloženje in zmanjšano delovno učinkovitost. Raziskave kažejo, da je pri približno 70% bolnikih z depresijo prisotna izgorelost. Preventivno delovanje proti izgorelosti bi pomenilo velik korak k zmanjšanju pojavnosti depresije.

## Zdravljenje

### Pomanjkanje iskanja pomoči
Zaposleni z motnjo le redko iščejo pomoč, čeprav zdravljenje v večini primerov vodi do izboljšanja psihičnega stanja. Navadno kljub prisotnim simptomom nadaljujejo z delom. Vzroki za nizko stopnjo iskanja pomoči so lahko nekatere osebnostne poteze (npr. stoicizem), delovno okolje, ki ne spodbuja rabe bolniškega dopusta, neprepoznavanje ali zanikanje motnje in strah pred stigmatizacijo ali diskriminacijo s strani zaposlenih in vodilnih. Nezdravljena depresija traja mesece ali leta, posledice poleg naštetih simptomov pa so lahko še izolacija od sodelavcev, prijateljev in družine. Socialna podpora je pomemben faktor pri okrevanju in varovalni dejavnik pri samomorilnosti. 15% oseb s hudo depresivno motnjo naredi samomor.

### Pomoč sodelavcev
Prvi korak, ki ga lahko oseba naredi, če sumi na prisotnost depresije pri sodelavcu, je vzpostavljanje spoštljivega, empatičnega in sprejemajočega odnosa. Potrebno je, da se depresivna oseba zaveda, da je svojim sodelavcem pomembna in da cenijo njeno delo. Ker pa je depresija resna motnja, je potrebno zdravljenje s pomočjo za to usposobljenih strokovnjakov. Osebo spodbudimo k temu, da poišče pomoč, če pa je to že naredila, pomagajo spodbude za nadaljevanje zdravljenja. Zdravljenje se je izkazalo za precej uspešno, hitra odločitev za zdravljenje pa pomeni prvi korak k izboljšanju.

### Medikamentozna terapija in psihoterapija
Pri zdravljenju depresije se uporablja zdravila (antidepresive), psihoterapijo ali kombinacijo obojega. 
Psihoterapija je lahko individualna, skupinska ali družinska, izvajajo pa jo psihiatri ali psihologi s pridobljeno licenco. Kognitivno vedenjska terapija je dokazano učinkovita oblika zdravljenja, še posebej pri otrocih in mladostnikih. Med terapijo klient spreminja svoje kognicije (načine razmišljanja) in neproduktivna vedenja. Prediktorji uspešnosti kognitivno vedenjske terapije so sposobnost racionalnega mišljenja, manj občutka nemoči in negativnih misli ter manj kognitivnih distorzij. 
Pri zdravljenju se lahko uporabljajo tudi druge vrste psihoterapije, npr. psihoanaliza in logoterapija. Psihoanaliza se ukvarja z reševanjem konfliktov, ki izhajajo iz nezavednega. Logoterapija je vrsta eksistencialne psihoterapije, ki se osredotoča na iskanje smisla.
Antidepresive se uporablja predvsem pri bolnikih s hudo in trajno depresivno motnjo. Delovati začnejo po 6-8 tednih, čas jemanja je prilagojen. Uporablja se lahko kombinacijo različnih antidepresivov, da je pojavnost stranskih učinkov čim manjša.

## Vrnitev na delo: Kognitivna priprava na delo (angl. cognitive work hardening)
Omenjeni načini zdravljenja pomagajo pri zdravljenju depresije na splošno, niso pa osredotočeni na pripravo osebe za vrnitev na delo. Kognitivna priprava učinkuje pri spoprijemanju posameznika z zahtevami na delovnem mestu in doseganju optimalne delovne uspešnosti. Še posebej je primerna za poklice, ki zahtevajo miselno aktivnost. Posameznik opravlja naloge, ki simulirajo dejavnosti, ki jih bo opravljal na delovnem mestu. S tem izboljša kognitivne spretnosti, ki so potrebne za uspešnost pri delu. Naloge navadno vključujejo koncentracijo, spomin, načrtovanje in opravljanje več stvari hkrati, saj so te kognitivne sposobnosti pri bolnikih z depresijo pogosto oškodovane. Osebe se naučijo bolje nadzorovati situacije, se bolje zavedajo svojega delovanja ter prednosti in pomanjkljivosti. Napredek se sprotno spremlja in osebam podaja povratne informacije. Z izboljševanjem kognitivnih spretnosti se zviša tudi samopodoba klientov in zmožnost za opravljanje dela.
Kognitivna priprava na delo ima več elementov:
•	razvijanje kognitivnih sposobnosti: soočanje z dolžnostmi in zahtevami na delu, uspešno prilagajanje
•	razvijanje medosebnih in organizacijskih kompetenc: za uspešno spoprijemanje s situacijami na delovnem mestu,  vključuje učenje komunikacijskih strategij, tehnik razreševanja konfliktov in načrtovanja časa
•	strukturiranje urnika: smiselno razporejanje aktivnosti, vzpostavljanje rutine, ki je manjkala med delovno odsotnostjo, posledično se izboljša samopodoba in občutek izgube upanja pri osebah z depresijo